# SoFi Stadium
SoFi Stadium este o arenă polivalentă acoperită din Inglewood, California, Statele Unite. A fost construit pe locul fostului hipodrom Hollywood Park și se află la 4,8 kilometri de Aeroportul Internațional Los Angeles și lângă sala The Forum. Inaugurat în septembrie 2020, stadionul este folosit de două francize din Liga Națională de Fotbal (NFL): Los Angeles Rams și Los Angeles Chargers. 
A găzduit Super Bowl LVI în februarie 2022 și WrestleMania 39 în aprilie 2023.
La Jocurile Olimpice de vară din 2028, organizate la Los Angeles, arena va găzdui ceremoniile de deschidere și de închidere, meciuri de fotbal și concursuri de tir cu arcul.
Numele stadionului este dat de compania financiară SoFi care a cumpărat acest drept pentru o perioadă de 20 de ani, urmând să plătească peste 30 de milioane de dolari anual.
Suma cheltuită pentru construcția stadionului este estimată la 5,5 miliarde de dolari, fiind astfel cel mai scump stadion din lume.